# Cicurina ludoviciana
Cicurina ludoviciana là một loài nhện trong họ Dictynidae.
Loài này thuộc chi Cicurina. Cicurina ludoviciana được Eugène Simon miêu tả năm 1898.